# Il 18 brumaio di Luigi Bonaparte
Il 18 brumaio di Luigi Bonaparte (in tedesco Der achtzehnte Brumaire des Louis Bonaparte), conosciuto anche come Il 18 brumaio di Luigi Napoleone, è un'opera di Karl Marx, pubblicata per la prima volta nel maggio 1852. Marx analizza il corso del colpo di stato del 2 dicembre 1851, compiuto in Francia da Luigi Napoleone III. L'analisi dell'evento storico concreto che non è ancora terminato costituisce la base per Marx per sviluppare ulteriormente le proprie teorie del materialismo storico. Per lui la rivoluzione di febbraio del 1848 e il colpo di stato che ne seguì rappresentano lotte di classe sociale, Marx continua a sviluppare la sua comprensione della classe e le sue ipotesi storico-filosofiche. In generale, l'opera è considerata una rappresentazione dell'analisi sociale marxista e della teoria storica. Contiene alcune delle citazioni più note di Marx.

## Storia della pubblicazione
Il 18 brumaio fu scritto dalla metà di dicembre 1851 al 25 marzo 1852. Il testo di circa 100 pagine, diviso in sette capitoli, apparve per la prima volta sotto il titolo "Il 18 brumaio di Luigi Napoleone" il 18 maggio 1852 nel primo numero della rivista mensile pubblicata a New York City. Un diario in numeri casuali di Joseph Weydemeyer con una tiratura di 500 copie. Una traduzione in inglese di Wilhelm Pieper, all'epoca segretario di Marx, non trovò editore. Solo un piccolo estratto del primo capitolo è apparso nel People's Paper all'interno dell'articolo "A Review of the Literature on the Coup d'Etat" del 18 dicembre 1852, scritto da Johann Georg Eccarius con l'aiuto di Marx. Una seconda edizione rivista fu pubblicata ad Amburgo nel 1869 con una prefazione di Marx, la terza edizione dopo la morte di Marx sotto la direzione e con una prefazione di Friedrich Engels nel 1885. Entrambe le nuove edizioni apparvero con il titolo "Il diciottesimo brumaio di Luigi Bonaparte". La prima edizione francese apparve tra gennaio e ottobre 1891 in una serie di articoli sulla rivista Socialiste, dopo che Engels aveva collaborato con Édouard Fautin.

## Contesto storico

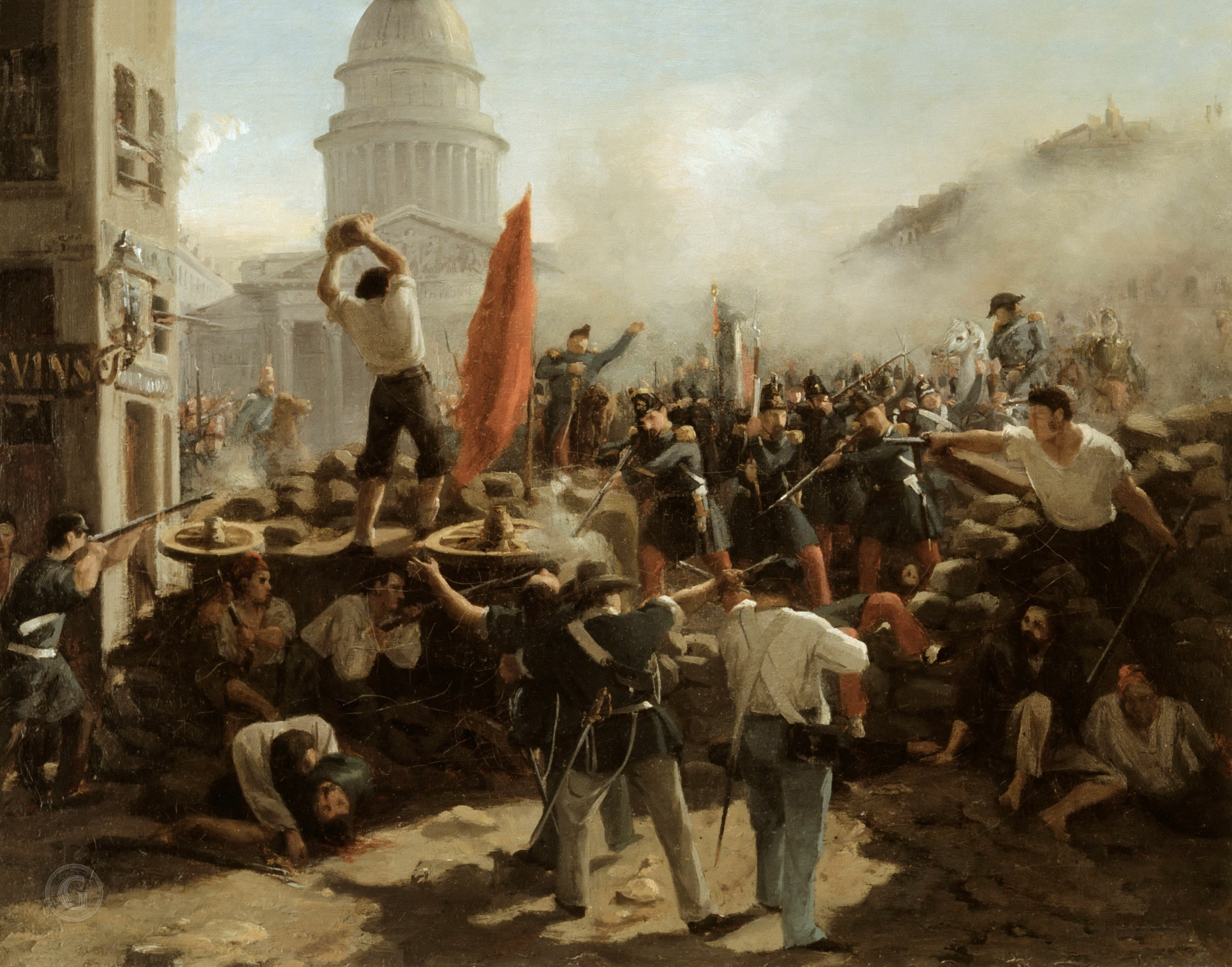
Rivolta di giugno, Parigi, 25 giugno 1848

Luigi Napoleone, noto anche come Napoleone III, che aveva già tentato colpi di stato falliti nel 1836 e nel 1840, tornò nella Francia della appena proclamata Seconda Repubblica dopo la rivoluzione del febbraio 1848 contro il re Luigi Filippo d'Orléans, e sconfisse nelle elezioni presidenziali di dicembre il precedente presidente Louis Eugène Cavaignac. Tre anni dopo, con un colpo di stato il 2 dicembre 1851, assunse poteri dittatoriali e, dopo un plebiscito (referendum), si fece proclamare imperatore del Secondo Impero nel dicembre 1852. Durante una battaglia durante la guerra franco-prussiana (1870-1871), fu catturato nel settembre 1870 e completamente privato del potere due giorni dopo quando fu proclamata la Terza Repubblica.
Nella prefazione alla seconda edizione dell'opera del 1869, Marx cita le opere tematicamente simili "Napoleone il Piccolo" di Victor Hugo (Parigi 1852) e "La Rivoluzione Sociale dimostrata dal colpo di Stato del 2 dicembre" di Pierre-Joseph Proudhon.

## Contenuto
Come spiega Friedrich Engels nella sua prefazione, Marx si è occupato particolarmente della storia della Francia perché, come scrive Engels, rappresenta per lui una storia di lotte di classe con i contorni più netti. Nel 1850, Marx aveva precedentemente scritto "Le lotte di classe in Francia dal 1848 al 1850" e aveva trattato gran parte della storia della Francia al tempo della Seconda Repubblica francese. La proclamazione di Luigi Napoleone a imperatore, e con essa la fine della repubblica, avvenne pochi mesi dopo la pubblicazione del diciottesimo Brumaio.
Nello scritto, il colpo di stato di Luigi Napoleone del 1851 è visto da una prospettiva storica, ma soprattutto da una prospettiva socio-analitica. La conoscenza delle persone e degli eventi storici potrebbe essere in gran parte presupposta dall'autore nel diciottesimo Brumaio per l'attualità dell'epoca. Marx spiega il corso della Rivoluzione di febbraio sulla base delle sue teorie e le sviluppa ulteriormente in modo più concreto. Che classe ha cresciuto Luigi Bonaparte? Non la borghesia. Qui Marx si impegna in sottili analisi della struttura sociale del tempo, specialmente nella Francia rurale. Ma perché, anche dopo la Rivoluzione di febbraio, questi ultimi rinunciarono al governo diretto e alla rappresentanza politica a favore del dominio autoritario di Napoleone? In questo senso, scrive nella sua prefazione alla seconda edizione che sta cercando di mostrare come la lotta di classe in Francia abbia creato circostanze e condizioni che consentono a un personaggio mediocre e grottesco (Luigi Bonaparte Napoleone III) di svolgere il ruolo eroico.

### Riepilogo

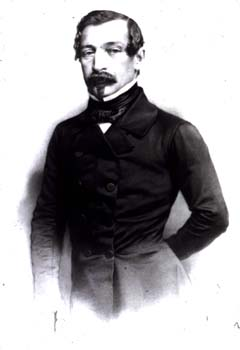
Luigi Napoleone III

Descrive il periodo del 1848 in cui fu proclamata la Seconda Repubblica, come momento di tre classi sociali in lotta, queste tre classi erano, da un lato, il proletariato incipiente, dall'altro, elementi della borghesia liberale e, infine, gli elementi più reazionari della società, incarnati negli aspiranti al trono borbonico. Così, per Marx, i diversi interessi sociali e dinastici non erano in realtà altro che l'affermazione della difesa degli interessi economici che ciascuna classe aveva. Essendo la borghesia liberale con un interesse dinastico in casa d'Orléans, difensori di un'economia finanziaria e la borghesia più reazionaria rappresentata in casa di Borbone, difensori di un'economia latifondista. Secondo Marx, nel 1848, con la caduta del governo di Luigi Filippo I e con esso la fine della monarchia costituzionale francese nella Rivoluzione francese del 1848, fatto che portò alla proclamazione della Seconda Repubblica. La borghesia repubblicana liberale (il settore borghese più progressista) utilizzò il proletariato per porre fine alla monarchia e contro la borghesia proprietaria, e una volta che la borghesia repubblicana liberale si sbarazzò della borghesia proprietaria, continuò a reprimere il proletariato usando l'esercito. Un proletariato che, dopo la proclamazione della Seconda Repubblica, sognava di creare una repubblica sociale che garantisse tutti i suoi diritti e le sue rivendicazioni, e che a poco a poco creava infrastrutture con cui raggiungere il suo obiettivo, come le Officine Nazionali.
Così Luigi Bonaparte si presentò come l'unico capace di ristabilire la legge e come la persona giusta per farsi carico della repressione del proletariato. Promettendosi di restaurare la grandezza della Francia, e sfruttando l'immagine del suo antenato, le sue manovre politiche e le scappatoie legali offerte dalla neonata Costituzione del 1848, approfittò delle lotte interne nei diversi settori della borghesia per confrontarsi tra loro e allo stesso tempo guadagnano più potere all'interno della macchina statale. Dapprima come presidente della Seconda Repubblica, e terminato il suo mandato legale, e poi quando, dopo aver decapitato il potere politico e sociale dei diversi settori della borghesia, utilizzò il gruppo sociale del sottoproletariato per sferrare un colpo di Stato e guadagnare controllo assoluto della Seconda Repubblica, e successivamente proclamare il Secondo Impero francese.

### Analisi

#### Una farsa della storia

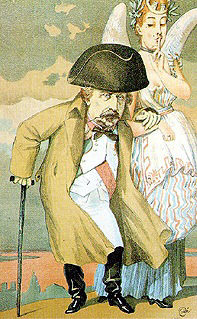
Caricatura contemporanea di Luigi Napoleone III

Marx collega la rivoluzione del generale Bonaparte, che rovesciò il Direttorio il 9 novembre 1799, cioè il 18 brumaio anno VIII secondo il calendario rivoluzionario, e il colpo di stato del nipote. Giudicò negativamente questa falsa rivoluzione del 1851, che definì la "seconda edizione del 18 Brumaio”. Infatti, se Marx considera la prima fase della Rivoluzione francese come un momento eroico per la borghesia (con Camille Desmoulins, Danton, Robespierre, Saint-Just e Napoleone), vede il colpo di Stato di Louis-Napoleon solo come una reazione militare repressiva.
Marx riprende Hegel scrivendo che se quest'ultimo aveva scritto che tutti i grandi eventi storici e personaggi si ripetono, per così dire, due volte, aveva omesso di specificare che la prima volta è sempre una tragedia, e la seconda tempo, uno scherzo.

#### Sociogenesi del regime
Marx cerca di spiegare il movimento della storia attraverso le dinamiche tra le classi sociali. L'opera è quindi un'estensione del suo libro precedente, "Le lotte di classe in Francia dal 1848 al 1850". Marx riprende alcune delle tesi di quest'opera, compresa l'idea che la Repubblica sia uno strumento di dominio della borghesia. Conduce l'analisi del periodo dal 1848 al 1851 dal punto di vista dell'antagonismo di classe:
(Karl Marx)

#### Sociologia politica dei contadini
Marx ha dato un giudizio molto negativo sui contadini, che considerava un alleato oggettivo della borghesia. Confrontandolo con un sacco di patate, amorfo e senza volontà, considera i contadini pronti da un momento all'altro a cadere nelle mani di forze sociali a loro superiori.
Questi maestri sono precisamente, per Marx, i Bonaparte. Questi avrebbero fatto affidamento sui contadini conservatori e quindi non sarebbero stati una forza per il progresso intellettuale; approfitterebbero della fede superstiziosa del contadino, del suo pregiudizio piuttosto che del suo giudizio.

## Classificazione teoretica

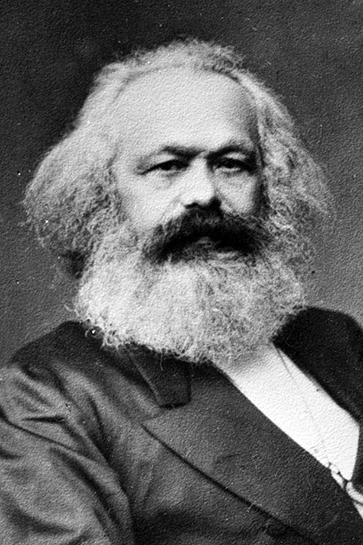
Karl Marx

Per spiegare il corso del colpo di Stato, Marx nella sua analisi amplia lo spettro delle classi, oltre alle classi principali di una società capitalista borghese, la borghesia e il proletariato, per includere i contadini e il sottoproletariato, in cui identifica le forze decisive per l'ascesa al potere di Luigi Napoleone. Lo giustifica con fattori sia materiali che ideologici. Ad esempio, la classe del sottoproletariato fu attratta dalla parte di Luigi Napoleone dalle promesse di riforme sociali e politiche. Marx afferma che i contadini rurali tradizionalmente ammirano Napoleone e che questa classe non può sviluppare una coscienza di classe comune a causa del loro modo di produzione in parcelle individuali, poiché i loro membri sono già in gran parte separati l'uno dall'altro. Né, quindi, possono far valere i loro interessi come classe e per questo hanno bisogno di un'autorità forte e leale, che vedono in Luigi Napoleone.
Marx afferma che oltre al potere dell'economia e della politica (l'apparato militare e statale), l'approvazione o la conquista delle masse per i propri obiettivi, almeno predeterminati, sono anche determinanti nell'influenzare gli sviluppi sociali. Luigi Napoleone legittimò e ampliò così il suo governo autoritario attraverso processi elettorali e plebisciti.

### Sviluppo del marxismo
Insieme agli scritti contemporanei di Marx sulla politica inglese e "La guerra civile in Francia", il 18 Brumaio è una fonte principale per comprendere la teoria di Marx dello stato capitalista.
L'interpretazione di Marx dell'ascesa e del governo di Luigi Napoleone è di interesse per gli studiosi successivi che studiano la natura e il significato del fascismo. Molti studiosi marxisti considerano il colpo di stato un precursore del fenomeno del fascismo del XX secolo.

### Formazione intellettuale di Marx
L'analisi del 18 brumaio e del periodo successivo al febbraio 1848 mostra Karl Marx che solo il proletariato ha un potenziale rivoluzionario e che, se non è ancora maturo per il momento, è l'unico che può cambiare lo dà.